# 과망가니즈산 염
과망가니즈산 염(Permanganate)은 화학식 MnO−
4을 갖는 화합물이다. 사면체형 분자기하 이온이다. 과망가니즈산 염 수용액은 자주색이다.

## 생성
2 MnCl2 + 5 NaClO + 6 NaOH → 2 NaMnO4 + 9 NaCl + 3 H2O
2 MnSO4 + 5 PbO2 + 3 H2SO4 → 2 HMnO4 + 5 PbSO4 + 2 H2

## 화합물
- 과망가니즈산 칼륨
- 과망가니즈산 나트륨

## 같이 보기
- 과염소산염